# Sideroxylon obtusifolium
El guaraniná (Sideroxylon obtusifolium) es una especie de árboles comercialmente maderables, de la familia Sapotaceae. Es endémica de la región chaqueña, del noreste de Argentina y de Paraguay.

## Descripción
El rollizo suele tener entre 5-8 m útiles, con 5 dm de diámetro medio. Es una madera de color amarillo ocráceo, de brillo suave, olor ausente. El veteado es espigado suave.

## Propiedades de la madera
- Peso específico: 830 kg/m³
- Contracción radial: 5,7%
- Contracción tangencial: 8,8 %
- Contracción total 
  - Volumétrica: 16,3 %
  - Relación contracción (T/R): 1,54
- Módulo de elasticidad: 13.583 N/mm²
- Flexión - Módulo de rotura: 93 N/mm²
- Compresión axial- Módulo de rotura: 41 N/mm²
- Dureza Janka: 9.221 N/cm²
- Durabilidad natural: poco durable

(Valores al 15% contenido de humedad)
Fuente: IFONA.

## Usos
- Mueblería, pisos, tonelería.

## Taxonomía
Sideroxylon obtusifolium fue descrita por (Roem. & Schult.) T.D.Penn. y publicado en Flora Neotropica 52: 113, en el año 1990.
Sinonimia
- Bumelia obtusifolia Roem. & Schult.
- Bumelia obtusifolia subsp. typica Cronquist
- Lyciodes obtusifolium (Roem. & Schult.) Kuntze[3]

## Nombres comunes
- saranguina, pacurero, pajuí.[4]